# 江浦県
江浦県（こうほ-けん）は中華人民共和国南京市にかつて存在した県。

## 地理
江浦県は南京市浦口区北西部に位置し、南東部は長江に、北西部は滁河に接していた。

## 歴史
1376年（洪武9年）、明朝により設置された。2002年に廃止となり、管轄区域は浦口区に編入された。